# 行円

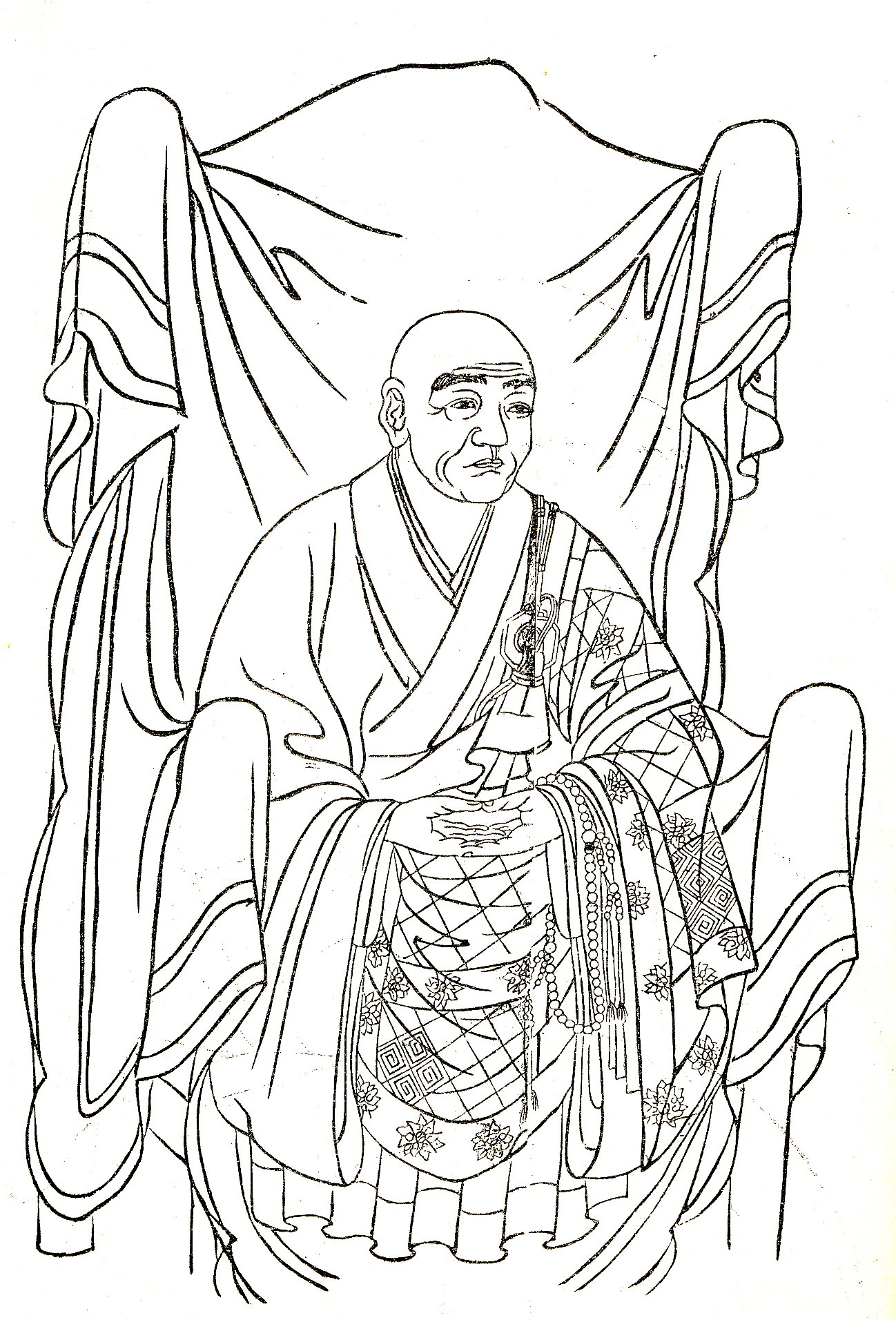
行円・『集古十種』より

行円（ぎょうえん、生没年不詳）は、平安時代中期の僧。九州の出身。

## 人物
壮年の時には狩人であったが、ある日山で牡鹿を見つけ射止めたところ、その傷口から血潮と共に仔鹿が生れたのを見て発心し仏門に入ったという。千手陀羅尼を誦呪する聖となり、1004年（寛弘元年）京都一条に行願寺（革堂）を建てた。以後この寺を拠点として法華経信仰を柱とする四十八講・釈迦講・四部講など行った。藤原道長の子顕信が行円を師と仰いで出家するなど、貴賤を問わず多くの信者を集めた。また、1016年（長和5年）には多くの人をあつめて粟田の道筋の石を除いた。日ごろ鹿の皮をまとっていたことから革聖（かわひじり）とも皮仙とも称された。賀茂神社の槻木（つきのき）をもらって観音像を刻み、行願寺を建てて安置し、革堂（こうどう）と称された。